# Camponotus kersteni
Camponotus kersteni é uma espécie de inseto do gênero Camponotus, pertencente à família Formicidae.